# 長野県道490号中山松倉線

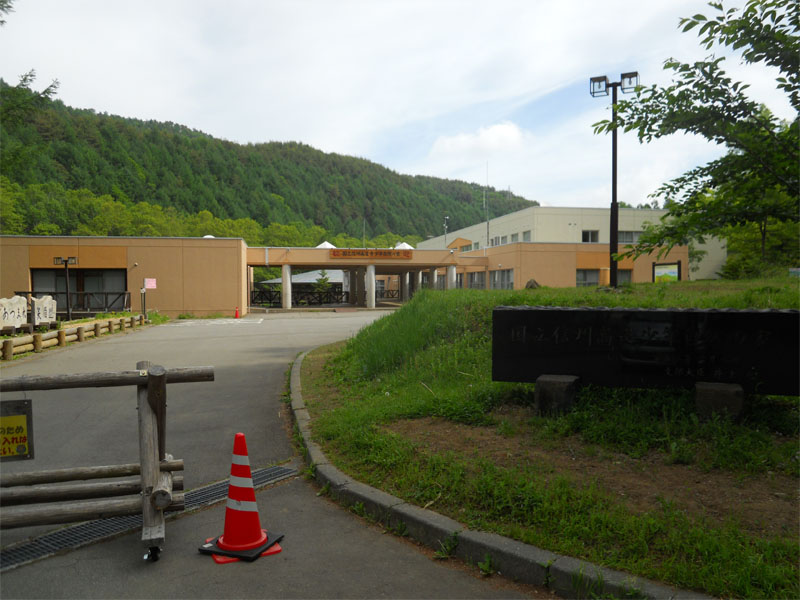
国立信州高遠青少年自然の家（旧・国立信州高遠少年自然の家）

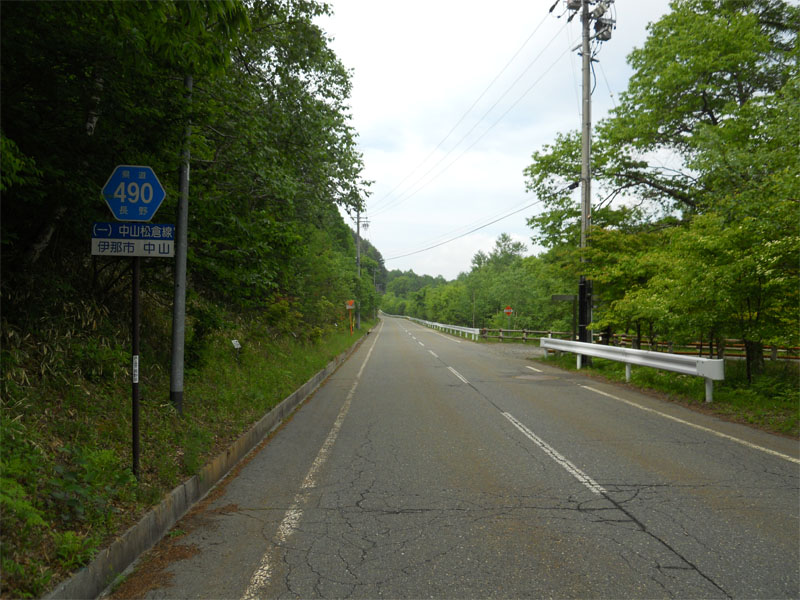
長野県道490号起点付近（伊那市中山）

長野県道490号中山松倉線（ながのけんどう490ごう なかやままつくらせん）は、長野県伊那市を通る一般県道。

## 概要

### 路線データ
- 起点：伊那市高遠町藤沢字中山（国立信州高遠青少年自然の家）
- 終点：伊那市高遠町藤沢字松倉（国道152号交点）

## 通過する自治体
- 伊那市

## 交差・接続する道路
- 国道152号 - 伊那市高遠町藤沢字松倉（終点）